# Arnold Petersheim
Arnold Petersheim, född 26 december 1933, är en norsk skådespelare. 

## Filmografi
- 1977 – Olsenbanden på guldjakt
- 1981 – Olsenbanden ger sig aldrig!
- 1982 – Olsenbandens sista kupp
- 1984 – Olsenbanden kommer igen
- 1984 – Lykkeland (TV-serie)
- 2015 – De eldre (kortfilm)